# Microsoft Docs
Microsoft Docs — библиотека технической документации для конечных пользователей, разработчиков и IT-специалистов, работающих с продуктами Microsoft. Сайт Microsoft Docs содержит технические спецификации, статьи, руководства, обучающие материалы, справочники по API, примеры кода и другую информацию, относящуюся к программным продуктам и веб-сервисам Microsoft. Microsoft Docs был запущен в 2016 году и должен был стать заменой библиотек MSDN и TechNet, на которых ранее размещались подобные материалы.

## Структура и возможности
Материалы на сайте сгруппированы по продуктам и технологиям, к которым они относятся, а также по этапам работы с ними: начало работы, планирование, развертывание, управление, диагностика и устранение неполадок и др. Панели навигации и страницы продуктов и служб показывают разбивку материалов по этим принципам. Для статей отображается приблизительное время, необходимое для прочтения. Имеется возможность загрузки целых разделов документации в виде PDF-файлов для чтения в автономном режиме.
Большая часть материалов имеют открытый исходный код и у пользователей имеется возможность отправить предложение по внесению изменений в них. Каждая статья представлена файлом с разметкой Markdown в репозитории на GitHub.

## Программное обеспечение для редакторов
Microsoft выпустили пакет расширений Visual Studio Code — Docs Authoring Pack, призванный облегчить редактирование статей на Microsoft Docs. В его состав входят:
- Docs Markdown — утилита для редактирования Markdown с поддержкой форматирования, создания списков и таблиц, вставки ссылок и изображений. В отличие от других редакторов, Docs Markdown поддерживает нестандартные расширения Markdown для docs.microsoft.com, например примечания и фрагменты кода.
- DocFX — средство предварительного просмотра с ограниченной поддержкой специфичных для docs.microsoft.com элементов Markdown.[6]
- markdownlint — средство анализа разметки Markdown на соответствие стандартам и общепринятым соглашениям о стиле.

## История
Предварительная версия Microsoft Docs была запущена в июне 2016 г., изначально она содержала только документацию по .NET.. Процесс переноса основной части материалов из библиотек MSDN и TechNet занял приблизительно два года. Ключевые события:
- Ноябрь 2016: добавлена документация по Azure, Visual Studio 2017 RC, C++, ASP.NET Core, Entity Framework Core и SQL для Linux.[7]
- Сентябрь 2017: документация по Office SharePoint, Windows 10, Windows Server 2016, и BizTalk Server ITPro перенесена с MSDN/TechNet.[8]
- Февраль 2018: добавлена новая система отзывов, основанная на GitHub issues.[9]
- Ноябрь 2018: техническая документация по OneDrive перенесена с TechNet на Microsoft Docs[10]